# Liste der Kulturgüter in Oetwil am See
Die Liste der Kulturgüter in Oetwil am See enthält alle Objekte in der Gemeinde Oetwil am See im Kanton Zürich, die gemäss der Haager Konvention zum Schutz von Kulturgut bei bewaffneten Konflikten, dem Bundesgesetz vom 20. Juni 2014 über den Schutz der Kulturgüter bei bewaffneten Konflikten sowie der Verordnung vom 29. Oktober 2014 über den Schutz der Kulturgüter bei bewaffneten Konflikten unter Schutz stehen.
Objekte der Kategorie A sind im Gemeindegebiet nicht ausgewiesen, Objekte der Kategorie B sind vollständig in der Liste enthalten, Objekte der Kategorie C fehlen zurzeit (Stand: 1. Januar 2022). Unter übrige Baudenkmäler sind weitere geschützte Objekte zu finden, die im Verzeichnis der Objekte von überkommunaler Bedeutung der kantonalen Denkmalpflege zu finden und nicht bereits in der Liste der Kulturgüter enthalten sind.

## Kulturgüter
| Foto |                                                                            | Objekt                                          | Kat. | Typ | Standort                         | Beschreibung |
| ---- | -------------------------------------------------------------------------- | ----------------------------------------------- | ---- | --- | -------------------------------- | ------------ |
| ja   | Datei hochladen · Wikidata zu Reformierte Kirche Oetwil am See (Q29932974) | Reformierte Kirche mit Pfarrhaus KGS-Nr.: 12639 | B    | G   | Chilenrain 11–13 697228 / 236259 |              |

## Übrige Baudenkmäler
| ID       | Foto |                 | Objekt                                        | Kat.   | Typ | Standort                            | Beschreibung |
| -------- | ---- | --------------- | --------------------------------------------- | ------ | --- | ----------------------------------- | ------------ |
| 15700126 | ja   | Datei hochladen | Doppelwohnhaus, Hausteil 1                    | B reg. | G   | Riet 698408 / 236876                |              |
| 15700127 | ja   | Datei hochladen | Doppelwohnhaus, Hausteil 2                    | B reg. | G   | Riet 698415 / 236878                |              |
| 15700183 | ja   | Datei hochladen | Bauernwohnhaus, Hausteil 1                    | B reg. | G   | Frobüel 698027 / 237120             |              |
| 15700184 | ja   | Datei hochladen | Bauernwohnhaus, Hausteil 2                    | B reg. | G   | Frobüel 698030 / 237127             |              |
| 15700383 | ja   | Datei hochladen | Spinnerei Gusch, Hausteil 1                   | B reg. | G   | Gusch 7 696811 / 237119             |              |
| 15700384 | ja   | Datei hochladen | Spinnerei Gusch, Doppelwohnhaus               | B reg. | G   | Gusch 8 696832 / 237123             |              |
| 15700385 |      | Datei hochladen | Spinnerei Gusch, Hausteil 2                   | B reg. | G   | bei Gusch 7 696799 / 237118         |              |
| 15700427 | ja   | Datei hochladen | Hof Suter, ornamentierter Schopf              | B reg. | G   | Chloster 697028 / 237204            |              |
| 15700491 |      | Datei hochladen | Wohnhaus                                      | C      | G   | Ober Chrüzlen 695483 / 236721       |              |
| 15700770 |      | Datei hochladen | Altes Schulhaus, Scheune                      | C      | G   | Hinter der Kirche 697236 / 236331   |              |
| 15700771 |      | Datei hochladen | Altes Schulhaus                               | C      | G   | Chilerain 697245 / 236317           |              |
| 15700800 | ja   | Datei hochladen | Primarschulhaus Dörfli mit Gemeindebibliothek | C      | G   | Schulhausstrasse 10 697072 / 236350 |              |
| 15700812 | ja   | Datei hochladen | Flarzhäuser / Ortsmuseum, Hausteile 1+2       | C      | G   | Chilenrain 10 697149 / 236293       |              |
| 15700815 | ja   | Datei hochladen | Reformiertes Pfarrhaus                        | B reg. | G   | Chilenrain 11 697198 / 236282       |              |
| 15700819 | ja   | Datei hochladen | Bauernhaus                                    | C      | G   | Chilenrain 17 697269 / 236224       |              |

Legende: Im Wesentlichen siehe Legende der Liste der Kulturgüter von nationaler und regionaler Bedeutung, mit folgenden Ausnahmen:
- Anstelle der KGS-Nummer wird als Objekt-Identifikator (ID) die Inventarnummer im Verzeichnis der Objekte von überkommunaler Bedeutung des kantonalen Denkmalschutzamtes verwendet.
- Bei den Kategorien wird wie folgt unterschieden: B kant. = Objekt von kantonaler Bedeutung (Kanton Zürich); B reg. = Objekt von regionaler Bedeutung (Kanton Zürich).